# Tourbière d'aapa

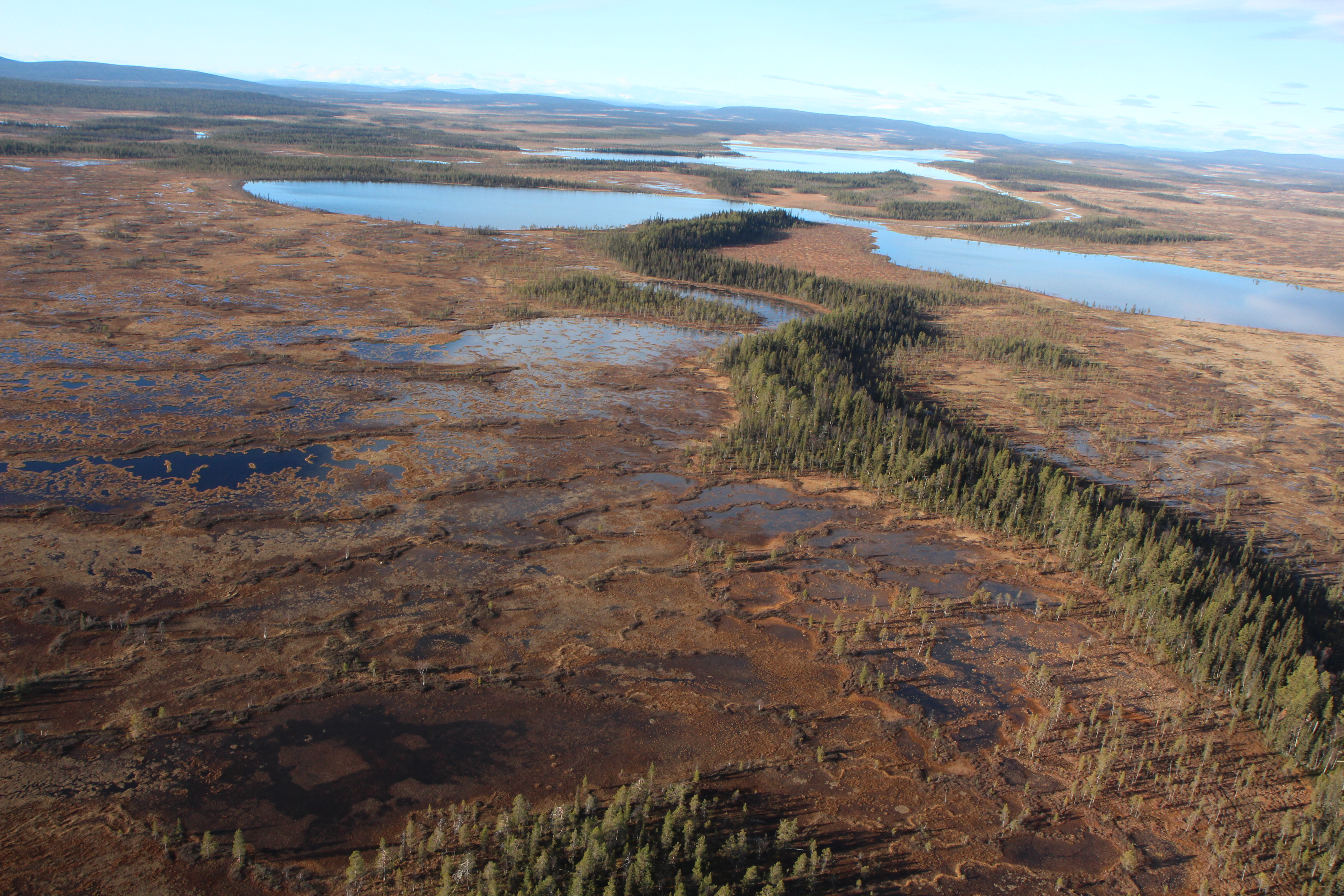
Tourbière d'aapa dans le parc national de Muddus en Suède. On peut apercevoir dans la moitié gauche de la photo les lanières brunes séparant les mares formant le motif caractéristique des tourbières réticulées (à ne pas confondre avec les grandes bandes végétales sinueuses recouvertes de conifères très visibles dans la partie droite de l'image aérienne et qui séparent les tourbières).

Les tourbières d'aapa, ou tourbières minérotrophes structurées sont courantes aux hautes latitudes (Russie, Fennoscandie, Canada et Alaska). Ces tourbières minérotrophes présentent un motif caractéristique structuré par des lanières surélevées perpendiculaires à la pente et formant des buttes d'environ 1 m de haut. Ces linéaments monticulaires constitués de sphaignes et de carex séparent des dépressions humides et apparaissent comme des rayures vues du ciel.

## Noms et structures
Les tourbières structurées doivent leur nom à leur structure caractéristique alternant bandes végétales et dépressions étroites. Dans le cas des tourbières d'aapa, les bandes végétales sont en général appelées lanières ou platières, tandis que les dépressions humides sont appelées flarks (terme d'origine suédoise) ou mares lorsqu'elles atteignent des grandes tailles.
Ces tourbières peuvent prendre différents noms en fonction de la forme des structures. Elles sont souvent appelées tourbières ridées,  tourbières cordées lorsque les lanières sont parallèles, souvent le long d'une pente. Lorsque les pentes sont faibles, les tourbières deviennent réticulées. En Europe, et en particulier en Scandinavie, on utilise en général le nom tourbière d'aapa, le nom aapa venant du finnois aapasuo. Les tourbières structurées peuvent aussi être concentriques ou excentriques lorsqu'elle forment des structures circulaires (autour d'une butte par exemple), mais ceci est surtout le cas des tourbières ombrotrophes.

## Répartition géographique
Les tourbières d'aapa se trouvent dans toute la région boréale, en particulier dans la partie centrale et nord (ou haute) de la taïga jusqu'au sud (ou section basse) de la toundra. On en trouve ainsi en Écosse, Suède, Norvège, Finlande, Russie, Canada ainsi qu'au nord des États-Unis et de l'Alaska. Elles coexistent au nord avec les tourbière à palses tandis qu'elles forment une transition au sud avec les tourbière ombrotrophes. La transition au sud est due à l'augmentation de l'activité biologique et à la formation de couches de tourbe plus épaisses, ainsi qu'à l'augmentation de l'évapotranspiration, ces deux facteurs limitant l'écoulement des eaux.
En 1996, des tourbières minérotrophes structurées ont été découvertes en Australie, mais leur processus de formation est probablement différent.

## Formation
L'origine de ces motifs a fait l'objet de nombreuses recherches sans toutefois pouvoir aboutir à un consensus.

## Écologie
Les tourbières d'aapa sont principalement des tourbières minérotrophes.